# Llista d'asteroides/174801-174900
| Nom            | Designació provisional | Data de descobriment   | Lloc de descobriment | Descobridor/s  |
| -------------- | ---------------------- | ---------------------- | -------------------- | -------------- |
| 174801 Etscorn | 2003 WZ165             | 23 de novembre de 2003 | Etscorn              | Etscorn        |
| 174802 -       | 2003 WV168             | 19 de novembre de 2003 | Palomar              | NEAT           |
| 174803 -       | 2003 WN171             | 23 de novembre de 2003 | Anderson Mesa        | LONEOS         |
| 174804 -       | 2003 WJ192             | 19 de novembre de 2003 | Socorro              | LINEAR         |
| 174805 -       | 2003 WN192             | 21 de novembre de 2003 | Palomar              | NEAT           |
| 174806 -       | 2003 XL                | 3 de desembre de 2003  | Anderson Mesa        | LONEOS         |
| 174807 -       | 2003 XR2               | 1 de desembre de 2003  | Socorro              | LINEAR         |
| 174808 -       | 2003 XF4               | 1 de desembre de 2003  | Socorro              | LINEAR         |
| 174809 -       | 2003 XN9               | 4 de desembre de 2003  | Socorro              | LINEAR         |
| 174810 -       | 2003 XZ9               | 4 de desembre de 2003  | Socorro              | LINEAR         |
| 174811 -       | 2003 XD12              | 14 de desembre de 2003 | Palomar              | NEAT           |
| 174812 -       | 2003 XR12              | 14 de desembre de 2003 | Palomar              | NEAT           |
| 174813 -       | 2003 XB19              | 14 de desembre de 2003 | Kitt Peak            | Spacewatch     |
| 174814 -       | 2003 XG21              | 14 de desembre de 2003 | Kitt Peak            | Spacewatch     |
| 174815 -       | 2003 YM3               | 19 de desembre de 2003 | Kingsnake            | J. V. McClusky |
| 174816 -       | 2003 YX12              | 17 de desembre de 2003 | Anderson Mesa        | LONEOS         |
| 174817 -       | 2003 YJ13              | 17 de desembre de 2003 | Anderson Mesa        | LONEOS         |
| 174818 -       | 2003 YH14              | 17 de desembre de 2003 | Palomar              | NEAT           |
| 174819 -       | 2003 YE17              | 17 de desembre de 2003 | Kitt Peak            | Spacewatch     |
| 174820 -       | 2003 YV20              | 17 de desembre de 2003 | Kitt Peak            | Spacewatch     |
| 174821 -       | 2003 YW20              | 17 de desembre de 2003 | Kitt Peak            | Spacewatch     |
| 174822 -       | 2003 YW28              | 17 de desembre de 2003 | Kitt Peak            | Spacewatch     |
| 174823 -       | 2003 YV33              | 17 de desembre de 2003 | Kitt Peak            | Spacewatch     |
| 174824 -       | 2003 YA36              | 19 de desembre de 2003 | Socorro              | LINEAR         |
| 174825 -       | 2003 YT36              | 17 de desembre de 2003 | Kitt Peak            | Spacewatch     |
| 174826 -       | 2003 YO43              | 19 de desembre de 2003 | Socorro              | LINEAR         |
| 174827 -       | 2003 YV46              | 17 de desembre de 2003 | Kitt Peak            | Spacewatch     |
| 174828 -       | 2003 YN58              | 19 de desembre de 2003 | Socorro              | LINEAR         |
| 174829 -       | 2003 YT66              | 20 de desembre de 2003 | Socorro              | LINEAR         |
| 174830 -       | 2003 YY79              | 18 de desembre de 2003 | Socorro              | LINEAR         |
| 174831 -       | 2003 YC82              | 18 de desembre de 2003 | Socorro              | LINEAR         |
| 174832 -       | 2003 YV82              | 18 de desembre de 2003 | Kitt Peak            | Spacewatch     |
| 174833 -       | 2003 YW83              | 19 de desembre de 2003 | Socorro              | LINEAR         |
| 174834 -       | 2003 YE88              | 19 de desembre de 2003 | Socorro              | LINEAR         |
| 174835 -       | 2003 YQ103             | 21 de desembre de 2003 | Socorro              | LINEAR         |
| 174836 -       | 2003 YP105             | 22 de desembre de 2003 | Socorro              | LINEAR         |
| 174837 -       | 2003 YP112             | 23 de desembre de 2003 | Socorro              | LINEAR         |
| 174838 -       | 2003 YV115             | 27 de desembre de 2003 | Kitt Peak            | Spacewatch     |
| 174839 -       | 2003 YP120             | 27 de desembre de 2003 | Socorro              | LINEAR         |
| 174840 -       | 2003 YO129             | 27 de desembre de 2003 | Socorro              | LINEAR         |
| 174841 -       | 2003 YD133             | 28 de desembre de 2003 | Socorro              | LINEAR         |
| 174842 -       | 2003 YJ145             | 28 de desembre de 2003 | Socorro              | LINEAR         |
| 174843 -       | 2003 YD146             | 28 de desembre de 2003 | Socorro              | LINEAR         |
| 174844 -       | 2003 YL147             | 29 de desembre de 2003 | Socorro              | LINEAR         |
| 174845 -       | 2003 YC149             | 29 de desembre de 2003 | Catalina             | CSS            |
| 174846 -       | 2003 YE153             | 29 de desembre de 2003 | Socorro              | LINEAR         |
| 174847 -       | 2003 YM154             | 29 de desembre de 2003 | Socorro              | LINEAR         |
| 174848 -       | 2003 YH155             | 30 de desembre de 2003 | Socorro              | LINEAR         |
| 174849 -       | 2003 YL155             | 21 de desembre de 2003 | Socorro              | LINEAR         |
| 174850 -       | 2003 YT155             | 26 de desembre de 2003 | Haleakala            | NEAT           |
| 174851 -       | 2003 YX164             | 17 de desembre de 2003 | Kitt Peak            | Spacewatch     |
| 174852 -       | 2003 YG167             | 17 de desembre de 2003 | Kitt Peak            | Spacewatch     |
| 174853 -       | 2003 YS168             | 18 de desembre de 2003 | Socorro              | LINEAR         |
| 174854 -       | 2003 YW173             | 19 de desembre de 2003 | Kitt Peak            | Spacewatch     |
| 174855 -       | 2003 YS180             | 30 de desembre de 2003 | Socorro              | LINEAR         |
| 174856 -       | 2004 AS2               | 13 de gener de 2004    | Anderson Mesa        | LONEOS         |
| 174857 -       | 2004 AW3               | 13 de gener de 2004    | Anderson Mesa        | LONEOS         |
| 174858 -       | 2004 AM4               | 12 de gener de 2004    | Palomar              | NEAT           |
| 174859 -       | 2004 AS7               | 13 de gener de 2004    | Anderson Mesa        | LONEOS         |
| 174860 -       | 2004 AC8               | 14 de gener de 2004    | Palomar              | NEAT           |
| 174861 -       | 2004 AY21              | 15 de gener de 2004    | Kitt Peak            | Spacewatch     |
| 174862 -       | 2004 BD2               | 16 de gener de 2004    | Palomar              | NEAT           |
| 174863 -       | 2004 BA15              | 16 de gener de 2004    | Palomar              | NEAT           |
| 174864 -       | 2004 BV15              | 17 de gener de 2004    | Palomar              | NEAT           |
| 174865 -       | 2004 BS16              | 16 de gener de 2004    | Anderson Mesa        | LONEOS         |
| 174866 -       | 2004 BG18              | 18 de gener de 2004    | Palomar              | NEAT           |
| 174867 -       | 2004 BZ20              | 16 de gener de 2004    | Kitt Peak            | Spacewatch     |
| 174868 -       | 2004 BH25              | 19 de gener de 2004    | Catalina             | CSS            |
| 174869 -       | 2004 BX38              | 20 de gener de 2004    | Socorro              | LINEAR         |
| 174870 -       | 2004 BG39              | 21 de gener de 2004    | Socorro              | LINEAR         |
| 174871 -       | 2004 BE42              | 19 de gener de 2004    | Catalina             | CSS            |
| 174872 -       | 2004 BP42              | 19 de gener de 2004    | Socorro              | LINEAR         |
| 174873 -       | 2004 BL43              | 22 de gener de 2004    | Socorro              | LINEAR         |
| 174874 -       | 2004 BQ47              | 21 de gener de 2004    | Socorro              | LINEAR         |
| 174875 -       | 2004 BQ50              | 21 de gener de 2004    | Socorro              | LINEAR         |
| 174876 -       | 2004 BW50              | 21 de gener de 2004    | Socorro              | LINEAR         |
| 174877 -       | 2004 BU52              | 21 de gener de 2004    | Socorro              | LINEAR         |
| 174878 -       | 2004 BV53              | 22 de gener de 2004    | Socorro              | LINEAR         |
| 174879 -       | 2004 BP54              | 22 de gener de 2004    | Socorro              | LINEAR         |
| 174880 -       | 2004 BM55              | 22 de gener de 2004    | Socorro              | LINEAR         |
| 174881 -       | 2004 BU58              | 23 de gener de 2004    | Socorro              | LINEAR         |
| 174882 -       | 2004 BV65              | 22 de gener de 2004    | Socorro              | LINEAR         |
| 174883 -       | 2004 BH72              | 23 de gener de 2004    | Socorro              | LINEAR         |
| 174884 -       | 2004 BC74              | 24 de gener de 2004    | Socorro              | LINEAR         |
| 174885 -       | 2004 BJ76              | 24 de gener de 2004    | Socorro              | LINEAR         |
| 174886 -       | 2004 BW83              | 23 de gener de 2004    | Socorro              | LINEAR         |
| 174887 -       | 2004 BL84              | 25 de gener de 2004    | Haleakala            | NEAT           |
| 174888 -       | 2004 BP89              | 23 de gener de 2004    | Socorro              | LINEAR         |
| 174889 -       | 2004 BA90              | 23 de gener de 2004    | Socorro              | LINEAR         |
| 174890 -       | 2004 BH91              | 24 de gener de 2004    | Socorro              | LINEAR         |
| 174891 -       | 2004 BJ92              | 26 de gener de 2004    | Anderson Mesa        | LONEOS         |
| 174892 -       | 2004 BT96              | 24 de gener de 2004    | Socorro              | LINEAR         |
| 174893 -       | 2004 BW101             | 29 de gener de 2004    | Socorro              | LINEAR         |
| 174894 -       | 2004 BM102             | 29 de gener de 2004    | Kitt Peak            | Spacewatch     |
| 174895 -       | 2004 BS104             | 23 de gener de 2004    | Socorro              | LINEAR         |
| 174896 -       | 2004 BT106             | 26 de gener de 2004    | Anderson Mesa        | LONEOS         |
| 174897 -       | 2004 BF109             | 28 de gener de 2004    | Catalina             | CSS            |
| 174898 -       | 2004 BL111             | 29 de gener de 2004    | Catalina             | CSS            |
| 174899 -       | 2004 BT113             | 28 de gener de 2004    | Kitt Peak            | Spacewatch     |
| 174900 -       | 2004 BL117             | 28 de gener de 2004    | Catalina             | CSS            |